# واتسلاف نیژینسکی
واتسلاف نیژینسکی (به روسی: Ва́цлав Фоми́ч Нижи́нский) (زادهٔ ۱۲ مارس ۱۸۸۹/۱۸۹۰ درگذشته ۸ آوریل ۱۹۵۰) یک بالرین مرد اهل لهستان بود. وی بین سال‌های ۱۹۰۸ تا ۱۹۱۶ میلادی، فعالیت می‌کرد.